# Politische Parteien in Benin
Dieser Artikel gibt einen Überblick über politische Parteien Benins. Der westafrikanische Staat Benin hat ein Mehrparteiensystem. Laut Auswärtigem Amt spielen politische Parteien in Benin dennoch nur eine untergeordnete Rolle, im Vergleich mit Einzelpersönlichkeiten und ethnisch bzw. regional geprägten Hausmächten.
Eine Untersuchung der Friedrich-Ebert-Stiftung spricht 2005 von 150 politischen Parteien in Benin, von denen jedoch keine wirklich landesweit vertreten ist. Es ist jedoch ein Trend zum Zusammenschluss von Parteien zu Wahlallianzen erkennbar, der zur Folge hat, dass sich in die Anzahl der Parteien im Nationalparlament von 24 im Jahr 1991 auf aktuell noch 12 halbiert hat.
Von 1961 bis 1963 war die Rassemblement Démocratique du Dahomé die einzige Partei in der damaligen Republik Dahomey – und von 1975 bis 1990 war die Volksrevolutionäre Partei Benins die Einheitspartei in der Volksrepublik Benin.

## Ehemals im Parlament vertretene Parteien bzw. Allianzen
- Force Cauris pour un Bénin émergent (FCBE)
- Alliance pour une dynamique démocratique (ADD)
- Parti du renouveau démocratique (PRD)
- Front d’action pour le renouveau, la démocratie et le développement (Alafia)
- Parti social-démocrate (PSD)
- Mouvement africain pour la démocratie et le progrès (MADEP)
- Renaissance du Bénin (RB), Partei des ehemaligen Präsidenten Nicéphore Dieudonné Soglo[3]

## 2001 angetretene Parteien
Eine Liste der 2001 zu den Wahlen angetretenen Parteien führt von den oben genannten Parteien dagegen nur die Parti du renouveau démocratique auf und sieht wie folgt aus:
Mouvance Presidentielle ("Präsidentische Bewegung"), Wahlbündnis der Unterstützer von Mathieu Kérékou bei der Wahl 2001 umfasste:
- Union pour le Bénin du futur, (Union für das Benin der Zukunft)
  - Front d’action pour le rénouveau et le développement (FARD-ALAFIA, Aktionsfront für Erneuerung und Entwicklung)
  - Parti social-démocrate (Sozialdemokratische Partei)
- Mouvement africain pour la développement et le progrès (Afrikanische Bewegung für Entwicklung und Fortschritt)
- Force clé (Schlüsselmacht)
- Impulsion au progrès et la démocratie (Impuls für Fortschritt und Demokratie)

Alliance MDC-PS-CPP:
- Mouvement pour le développement par la culture (Bewegung für Fortschritt durch Kultur)
- Parti du salut (Heilspartei)
- Congrès du peuple pour le progrès (Volkskongress für die Freiheit)

Alliance des forces du progrès (Allianz der Kräfte des Fortschritts):
- Mouvement pour le développement et la solidarité (Bewegung für Fortschritt und Solidarität)
- Rassemblement pour la démocratie et le progrès (Versammlung für Demokratie und Fortschritt)

Renaissance du Bénin (Wiedergeburt Benins)
Parti du renouveau démocratique (Partei für demokratische Erneuerung)
Alliance étoile (Sternallianz):
- Bâtisseurs et gestionnaires de la liberté et de la démocratie (Erbauer und Manager von Freiheit und Demokratie)
- Les Verts (Die Grünen)
- Union pour la démocratie et la solidarité nationale (Union für Demokratie und nationale Solidarität)

- Nouvelle alliance (Neue Allianz)

Nach der Wahl schloss sich die Demokratische Erneuerungspartei der Präsidentenbewegung an.